# Werner von Nitzsch
Werner von Nitzsch (* 22. September 1901 in Würzburg; † 9. September 1947 im Speziallager Nr. 4 Bautzen) war ein deutscher Ackerbauwissenschaftler und Bodenkundler.

## Leben
Werner von Nitzsch, Sohn eines Ministerialrates, studierte von 1921 bis 1924 an der Landwirtschaftlichen Hochschule Hohenheim und arbeitete anschließend als wissenschaftlicher Mitarbeiter an der von Hans Holldack geleiteten Versuchs- und Lehranstalt für Bodenfräskultur der Siemens-Schuckert-Werke Gieshof bei Wriezen. Hier beschäftigte er sich mit den Auswirkungen von Bearbeitungsmaßnahmen auf die physikalischen Eigenschaften der Ackerböden. Er entwickelte neue agrikulturphysikalische Untersuchungsmethoden und veröffentlichte erste Beiträge in Fachzeitschriften. Im Jahr 1923 wurde er Mitglied der NSDAP bis zu ihrem Verbot und trat ihr nach der Machtübergabe an die Nationalsozialisten erneut zum 1. Mai 1933 bei (Mitgliedsnummer 2.990.638).
Nachdem Holldack 1928 den Lehrstuhl für Landmaschinenlehre an der Universität Leipzig übernommen hatte, erhielt Nietzsch dort eine Assistentenstelle und konnte seine in Gieshof begonnenen Forschungsarbeiten auf breiterer Basis fortsetzen. 1933 promovierte er an der Universität Leipzig mit der Dissertation „Über Porosität der Wasserbewegung im Boden und ihre Beziehungen zur Bodenbearbeitung“.
Im Juni 1933 übernahm Nitzsch die Leitung der vom Reichskuratorium für Technik in der Landwirtschaft in Berlin-Dahlem  eingerichteten Forschungsstelle für Bodenbearbeitung, die 1936 an die Universität Halle (Saale) verlegt und als eigenständige Abteilung dem von Theodor Roemer geleiteten Institut für Pflanzenbau angegliedert wurde.
Hier entwickelte Nitzsch weitere Methoden zur Quantifizierung bodenphysikalischer Parameter.
1939 erhielt Nitzsch mit der Habilitationsschrift „Porengrößen im Boden, ihre Beziehungen zur Bodenbearbeitung und zum Wasserhaushalt“ die Venia legendi für Ackerbau und Bodenkunde. An der Universität Halle (Saale) hielt er Vorlesungen über die naturwissenschaftlichen Grundlagen der Bodenbearbeitung. 1941 wurde seine Forschungsstelle nach Pillnitz bei Dresden verlegt und der Sächsischen Forschungsanstalt für Pflanzenbau und Bodenkunde angegliedert. Nitzsch blieb Leiter der Institution. Er wurde zur Wehrmacht einberufen und als Kriegsverwaltungsrat in Osteuropa eingesetzt und erhielt das Kriegsverdienstkreuz 2. Klasse. 1944 hatte er Rang und Funktion eines Bezirksoberrats beim Generalkommissar in Minsk im besetzten Weißrussland. Beim deutschen Rückzug kehrte er nach Pillnitz zurück. 1945 wurde er als Dozent der Universität Halle entlassen. 1946 verhaftete ihn die sowjetische Militärpolizei. Nitzsch verstarb am 9. September 1947 im Internierungslager Bautzen.

## Publikationen (Auswahl)
- Eine Methode zur physikalischen Untersuchung von Ackerböden  in natürlicher Lagerung. In: Pflanzenbau Jg. 2, 1925/26, S. 245–250.
- Über Porosität und Wasserbewegung im Boden und ihre Beziehungen zur Bodenbearbeitung. Diss. phil. Leipzig 1933. Zugl.: Schriften des Reichskuratoriums für Technik in der Landwirtschaft = RKTL-Schrift Nr. 41, Beuth-Verlag Berlin 1933.
- Porengrößen im Boden, ihre Beziehungen zur Bodenbearbeitung und zum Wasserhaushalt. Habil.-Schr. Naturwiss. Fakultät Univ. Halle (Saale) 1939. Zugl.: Schriften des Reichskuratoriums für Technik in der Landwirtschaft = RKTL-Schrift Nr. 83, Verlag Paul Parey Berlin 1938.
- Die Wirkung der Phosphorsäuredüngung auf verschiedene Struktureigenschaften des Bodens. In: Die Phosphorsäure Bd. 8/9, 1939/40, S. 422–435.